# Несвопі (Вісконсин)
Несвопі (англ. Nasewaupee) — місто (англ. town) в США, в окрузі Дор штату Вісконсин. Населення — 1984 особи (2020).

## Демографія
Згідно з переписом 2010 року, у місті мешкала 2061 особа в 893 домогосподарствах у складі 646 родин. Було 1637 помешкань
Расовий склад населення:
| - 97,7 % — білих - 0,5 % — корінних американців - 0,4 % — азіатів - 0,3 % — чорних або афроамериканців |

До двох чи більше рас належало 1,0 %. Частка іспаномовних становила 1,0 % від усіх жителів.
За віковим діапазоном населення розподілялося таким чином: 18,0 % — особи молодші 18 років, 62,4 % — особи у віці 18—64 років, 19,6 % — особи у віці 65 років та старші. Медіана віку мешканця становила 49,6 року. На 100 осіб жіночої статі у місті припадало 101,7 чоловіків;  на 100 жінок у віці від 18 років та старших — 100,0 чоловіків також старших 18 років.
Середній дохід на одне домашнє господарство  становив 85 401 долар США (медіана — 60 208), а середній дохід на одну сім'ю — 100 008 доларів (медіана — 71 250). Медіана доходів становила 48 846 доларів для чоловіків та 31 680 доларів для жінок. За межею бідності перебувало 7,2 % осіб, у тому числі 7,6 % дітей у віці до 18 років та 3,0 % осіб у віці 65 років та старших.
Цивільне працевлаштоване населення становило 902 особи. Основні галузі зайнятості: виробництво — 22,5 %, мистецтво, розваги та відпочинок — 11,0 %, роздрібна торгівля — 10,8 %, освіта, охорона здоров'я та соціальна допомога — 10,8 %.